# Dmytro Wdowin
Dmytro Wdowin (ukr. Дмитро Вдовін, ros. Дмитрий Вдовин, Dmitrij Wdowin, ur. 5 września 1982 w Antracycie, Ukraińska SRR) – ukraiński siatkarz grający na pozycji przyjmującego; reprezentant Ukrainy.

## Kariera klubowa
Karierę klubową Dmytro Wdowin rozpoczął w 1997 roku w Łokomotywie Kijów, w którym występował przez dwa sezony. W 1999 roku przeszedł do klubu Markochim Mariupol, z którym w sezonie 2003/2004 zdobył brązowy medal mistrzostw Ukrainy, a w sezonie 2004/2005 został wicemistrzem kraju. Występował także w sezonach 2003/2004 i 2004/2005 w Pucharze CEV.
W 2005 roku wyjechał do Rosji, gdzie grał w Lokomotiwie Biełgorod. Zdobył z nim Puchar Rosji, doszedł do finału mistrzostw Rosji i zajął 3. miejsce w Lidze Mistrzów.
W sezonie 2006/2007 grał w Zjednoczonych Emiratach Arabskich w Al-Nasr Dubaj.
W 2007 roku powrócił do Łokomotywu Kijów. W lutym 2008 roku przeszedł do francuskiego klubu grającego w Pro A – Saint-Brieuc Côtes-d’Armor Volley-Ball. Zajął z nim 12. miejsce w lidze.
Po zakończeniu sezonu 2007/2008 wyjechał do Grecji, gdzie bronił barw kolejno AO Kifisias (2008–2009) i MGS Apollon Kalamaria (2009–2010).
Do końca 2010 roku występował w tureckim klubie Beşiktaş.
W sezonie 2011/2012 był zawodnikiem Trefla Gdańsk.

## Kariera reprezentacyjna
Do reprezentacji Ukrainy powołany został w 2002 roku na eliminacje do Mistrzostw Europy 2003 oraz w 2004 roku na eliminacje do Mistrzostw Europy 2005.